# J.T.ギン
ジョン・トーマス・ギン（John Thomas Ginn, 1999年5月20日 - ）は、アメリカ合衆国ミシシッピ州ランキン郡フローウッド出身のプロ野球選手（投手）。右投右打。MLBのアスレチックス傘下所属。

## 経歴

### プロ入り前
高校時代に2018年のMLBドラフト1巡目（全体30位）でロサンゼルス・ドジャースから指名されたが、契約せずにミシシッピ州立大学へ進学した。
大学時代の2020年3月にトミー・ジョン手術を受けている。

### プロ入りとメッツ傘下時代
2020年のMLBドラフト2巡目（全体52位）でニューヨーク・メッツから指名されプロ入り。契約金は290万ドル。この年は新型コロナウイルスの影響でマイナーリーグの試合が開催されず、公式戦への出場はなかった。
2021年6月にトミー・ジョン手術から復帰し、傘下のA級セントルーシー・メッツでプロデビューを果たした。シーズン途中にA+級ブルックリン・サイクロンズへ昇格。2チーム合計で18試合に先発登板して5勝5敗、防御率3.03、81奪三振の成績を記録した。

### アスレチックス傘下時代
2022年3月12日にクリス・バシットとのトレードで、アダム・オラーと共にオークランド・アスレチックスへ移籍した。
移籍後はAA級ミッドランド・ロックハウンズとルーキー級アリゾナ・コンプレックスリーグ・アスレチックスでプレーし、12回の先発登板で防御率5.10、46奪三振を記録した。2023年も2つの傘下チームで投げ、8試合に先発し、26回で17奪三振、防御率7.43と苦戦した。
2024年はAA級ミッドランドでスタートし、6試合に先発して4勝1敗、防御率4.15を記録した。5月にAAA級のラスベガス・アビエイターズに昇格し、15試合（14試合に先発）で4勝3敗、防御率5.72、69奪三振を記録した。2024年8月21日、メジャーリーグに初昇格した。この年は8試合（6試合に先発）に出場し、1勝1敗、防御率4.24、34イニングの投球で29奪三振を記録した。

## 詳細情報

### 年度別投手成績
| 年 度    | 球 団    | 登 板 | 先 発 | 完 投 | 完 封 | 無 四 球 | 勝 利 | 敗 戦 | セ 丨 ブ | ホ 丨 ル ド | 勝 率 | 打 者 | 投 球 回 | 被 安 打 | 被 本 塁 打 | 与 四 球 | 敬 遠 | 与 死 球 | 奪 三 振 | 暴 投 | ボ 丨 ク | 失 点 | 自 責 点 | 防 御 率 | W H I P |
| -------- | -------- | ----- | ----- | ----- | ----- | -------- | ----- | ----- | -------- | ----------- | ----- | ----- | -------- | -------- | ----------- | -------- | ----- | -------- | -------- | ----- | -------- | ----- | -------- | -------- | ------- |
| 2024     | OAK      | 8     | 6     | 0     | 0     | 0        | 1     | 1     | 0        | 0           | .500  | 142   | 34.0     | 36       | 4           | 9        | 1     | 2        | 29       | 0     | 0        | 16    | 16       | 4.24     | 1.32    |
| MLB：1年 | MLB：1年 | 8     | 6     | 0     | 0     | 0        | 1     | 1     | 0        | 0           | .500  | 142   | 34.0     | 36       | 4           | 9        | 1     | 2        | 29       | 0     | 0        | 16    | 16       | 4.24     | 1.32    |

- 2024年度シーズン終了時

### 年度別守備成績
| 年 度 | 球 団 | 投手（P） | 投手（P） | 投手（P） | 投手（P） | 投手（P） | 投手（P） |
| 年 度 | 球 団 | 試 合     | 刺 殺     | 補 殺     | 失 策     | 併 殺     | 守 備 率  |
| ----- | ----- | --------- | --------- | --------- | --------- | --------- | --------- |
| 2024  | OAK   | 8         | 5         | 1         | 0         | 1         | 1.000     |
| MLB   | MLB   | 8         | 5         | 1         | 0         | 1         | 1.000     |

- 2024年度シーズン終了時

### 代表歴
- 2017 WBSC U-18ワールドカップ アメリカ合衆国代表